# Södra Närkes kontrakt
Södra Närkes kontrakt är ett kontrakt inom Svenska kyrkan i Strängnäs stift. Kontraktet omfattar nedanstående församlingar, belägna i Örebro län.
Kontraktskoden är 0411.

## Administrativ historik
Kontraktet bildades den 1 januari 2018 av
hela Kumla och Askers kontrakt, med
- Askers församling som 2022 namnändrades till Asker-Lännäs församling
- Askersund-Hammars församling
- Ekeby församling
- Hallsbergs församling
- Hardemo församling
- Kumla församling
- Kvismare församling
- Lerbäcks församling
- Lännäs församling som 2022 uppgick i Asker-Lännäs församling
- Sköllersta församling
- Snavlunda församling

delar av upplösta Glanshammars och Edsbergs kontrakt med
- Finnerödja-Tiveds församling
- Ramundeboda församling
- Skagershults församling
- Viby församling

1 januari 2022 uppgick Askersund-Hammars församling och Lerbäck-Snavlunda pastorat med Lerbäcks församling och Snavlunda församling i ett nytt pastorat Askersunds pastorat.